# Álbum de Sobibor

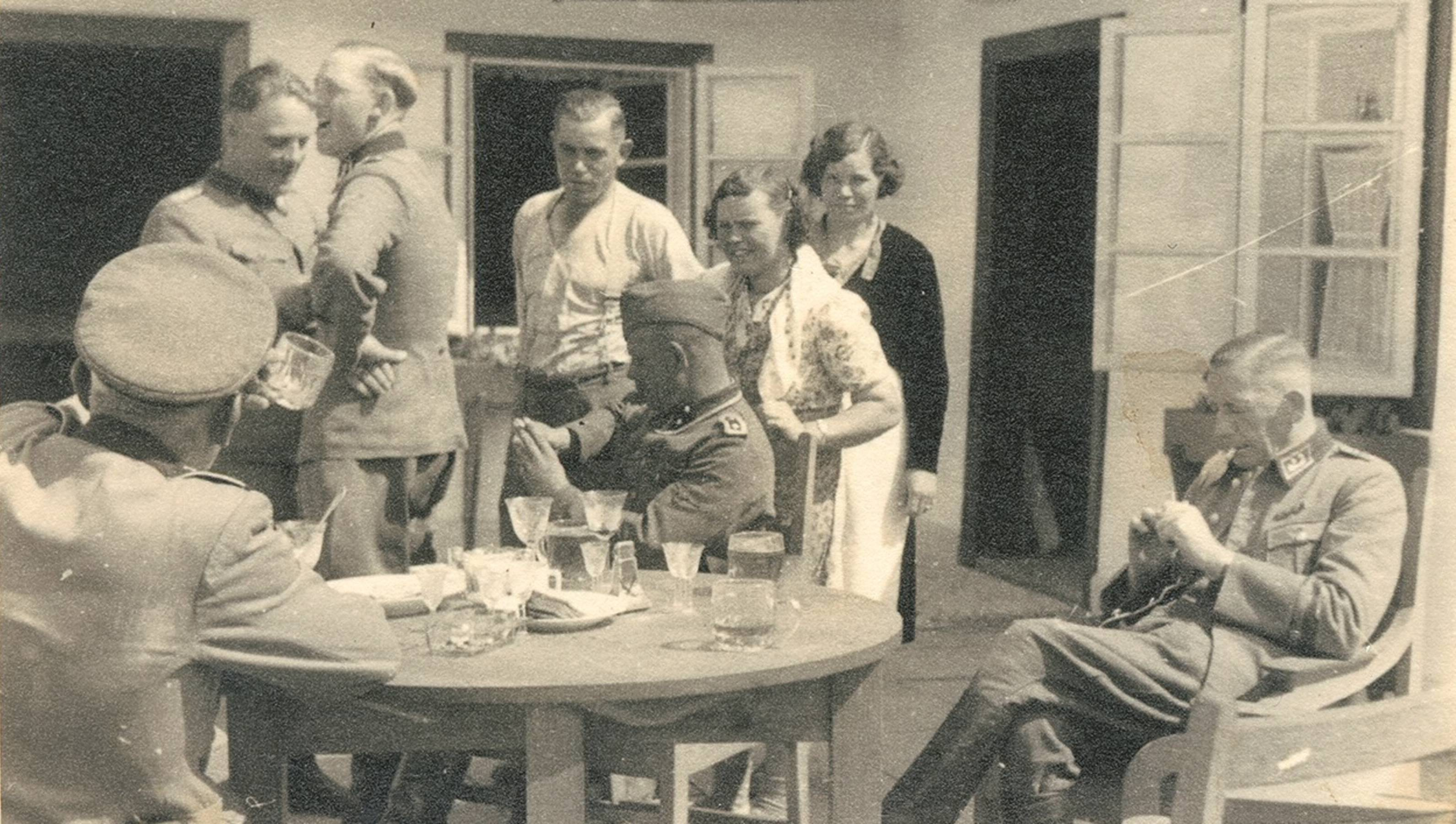
Oficiais da SS jantando no campo de extermínio de Sobibor.

O Álbum Sobibor contém 62 fotografias do campo de extermínio de Sobibor em funcionamento, registradas pelos perpetradores do Holocausto da Schutzstaffel (SS) empregados lá. 
As fotos pertenciam ao vice-comandante Johann Niemann, que foi morto no levante de Sobibor em 1943. O álbum foi doado ao Museu Memorial do Holocausto dos Estados Unidos (USHMM), em 2020, e é a primeira coleção de fotografias do campo em operação a ser publicada.
O USHMM afirmou que "não foi capaz de identificar o status de copyright do material".

## Leitura Adicional
- Cüppers, Martin; Gerhardt, Annett; Graf, Karin; Hänschen, Steffen; Kahrs, Andreas; Lepper (2020). Fotos aus Sobibor (em alemão). [S.l.]: Metropol Verlag. ISBN 978-3-86331-506-1